# ACE (モデル)
ACE（エース、1984年11月13日 - ）は、愛知県一宮市出身のモデル、司会（MC）、俳優、タレント。アルファクリエイター (芸能事務所)所属。
子ども食堂（こどもテーブル）「ゆめとぴあ」を主催したり、維新隊東京ユネスコクラブが主催するごみ拾いボランティアイベント「胸キュン！GOMI拾い」では初回からマイスターを務めるほか、地域活性など社会貢献系のイベントには規模の大小を問わず、MCや講師、ゲストスピーカーとして積極的に参加している。また、日本文化・コンテンツのプロデュースなども行っている。
運動が好きで、中学・高校では軟式テニス、大学では硬式庭球部に所属しており、今も主な移動にはロードバイクを使っている。
事務所の代表であり、ファシリテーションデザイナーの吉田晃浩とは別人であり、他人の空似（という設定である）。

## 来歴
2003年愛知県立旭丘高等学校卒業。
2007年東京大学医学部健康科学科卒業。
2012年芸能プロダクションアルファクリエイター所属。

## 出演

### スチールモデル
- 未成年飲酒防止キャンペーン
- トヨタ自動車
- ボンベルタ
- ABETTOR
- コムスタッフ
- JAPONESCO
- 日本移植支援協会機関誌「移植サポ」

### TV
- 芸能人格付けチェック アシスタント
- 健康増進バイブル エンディングムービー
- Goro's Bar
- 「水トク!」年収格差別!お金バラエティ ピラミッド
- LQ〜女をアゲる30分〜
- ドラマ「ウォーキン☆バタフライ」
- ドラマ「ハンサムスーツ」
- ドラマ「センチネル」1,2,2.5
- ドラマ「シナリオライター」

### DVD
- Crying Girl 泣き顔（アミューズソフトエンタテインメント）（2010年3月26日発売）

### 映画
- 「ブレイドハート」
- 「バーサーカーズ」
- 「酒蔵」

### ショー
- 小さな結婚式 ブライダルショー
- 渋谷コレクション

### 雑誌
- DIME（小学館）
- Privateeyes（近代光学出版社）

### MC
- TOKYO月イチ映画祭 第1回〜
- しもきたCINEMA 2013
- 湾岸コレクション+M 2013
- 新人監督映画祭
- JapanExpo in Paris
- LuccaComicsGames
- HyperJapan
- 日本移植支援協会「ありがとうフェスタ」「GREEN RIBBON RIDER」記者会見

### ラジオ
- FMうらやす「アルファイズム」メインパーソナリティー
- FMうらやす「社長さんラジオ」メインパーソナリティー
- FMうらやす「愛の輪を広げよう」メインパーソナリティー
- FMうらやす「おしゃバカレイディオ」ゲスト
- レインボータウンFM「おかもとよしきの突然バカラヂオ」ゲスト
- 渋谷クロスＦＭ「BondRadio」ゲスト

### イメージモデル
- PAKUTASO
- ABETTOR

### 賞罰
- 一般社団法人福井県眼鏡協会,福井県眼鏡工業組合,福井県眼鏡卸商協同組合主催「第4回メガネっ娘＆メガネ男子コンテスト」グランプリ,BOSTON CLUB賞
- シーランド公国国王ロイ・ベーツ公より爵位（Lord）授与
- 維新隊ユネスコクラブより表彰状授与